# Старі Санжари
Старі́ Санжа́ри — село в Україні, у Новосанжарській селищній громаді Полтавського району Полтавської області.  До 2020 центр Старосанжарської сільської ради.

## Географія
Село Старі Санжари знаходиться на правому березі річки Ворскла, нижче за течією на відстані 2 км розташоване село Ганжі, на протилежному березі — село Пристанційне. Річка в цьому місці звивиста, утворює лимани, стариці (Стара Ворскла) і заболочені озера.

## Походження назви

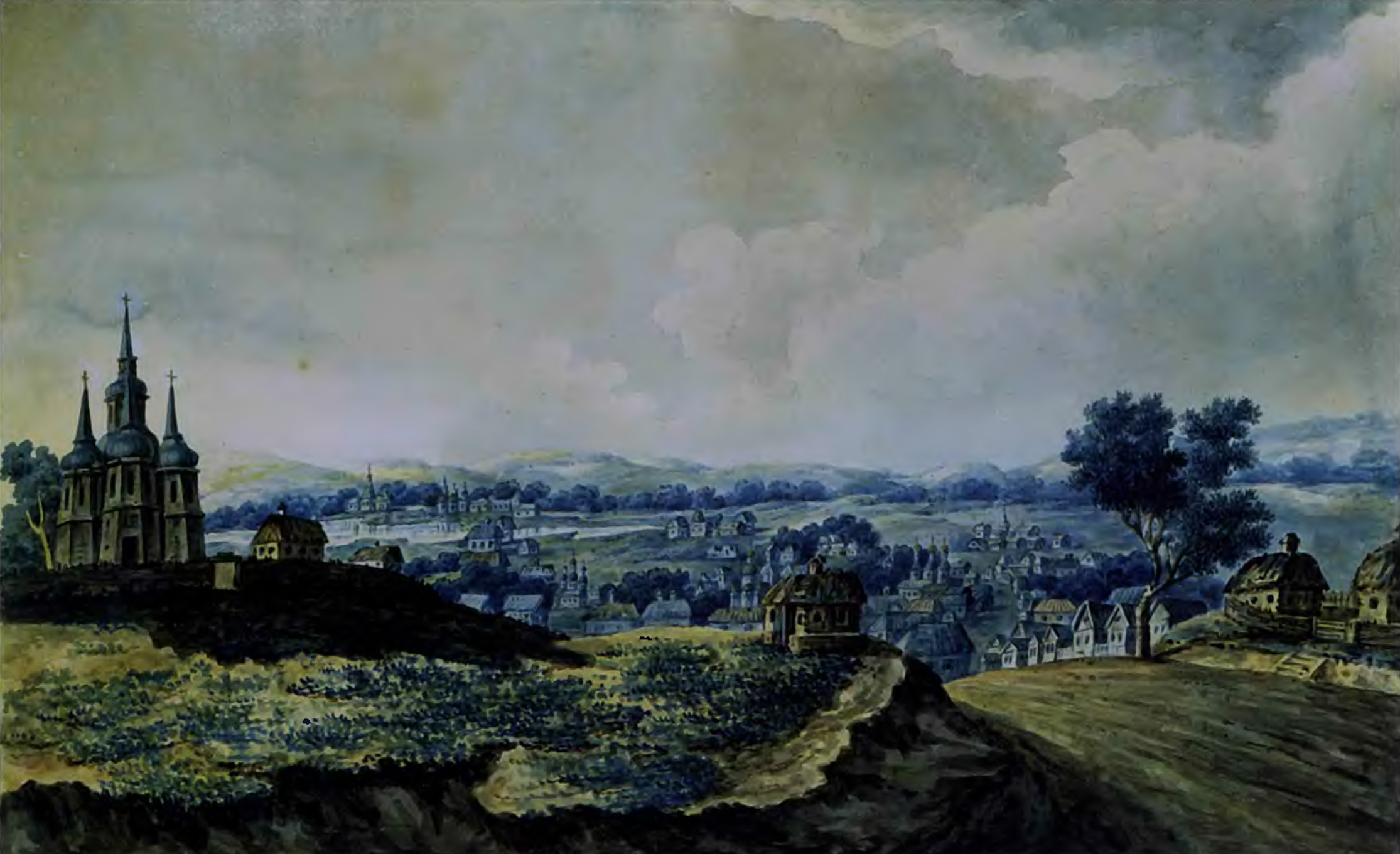
Санжари на початку 1800-х років

Власне ім'я і прізвище Санджар (узб. Sanjar, тур. Sançar, Sancar) є дуже поширеним сьогодні у багатьох країнах тюркського світу в Центральній Азії та серед персів. Відоме це ім'я ще з середньовіччя. Від цього імені виникли такі українські прізвища, як Санжар та Санжара. У часи свого заснування Санжари лежали на пограниччі осілого та кочового тюркомовного світу, що могло спричинити виникнення такої назви, і ймовірно, на момент виникнення назви у селі жили люди з прізвищем Санжара. 
Назві приписують також тюркське «урочище, брід», чи турецьке (від санджак (тур. Sancak)) «знамено, штандарт, адміністративна одиниця» походження. Згідно історичних джерел 1243 року на Ворсклі зимувала орда Батия котра й найменували місцевість. Урочище Сан-Чар, Сан-Чарів згадується в одній зі скарг, переданих кримським ханом Івану Грозному, стосовно пограбування тут перекопських купців.

## Населення

### Мова
Розподіл населення за рідною мовою за даними перепису 2001 року:
| Мова            | Кількість | Відсоток |
| --------------- | --------- | -------- |
| українська      | 1197      | 93.30%   |
| російська       | 79        | 6.16%    |
| румунська       | 3         | 0.23%    |
| білоруська      | 2         | 0.15%    |
| польська        | 1         | 0.08%    |
| інші/не вказали | 1         | 0.08%    |
| Усього          | 1283      | 100%     |

## Історія
Про давню історію цього сіверського поселення свідчать залишки слов’янського городища VIII – X ст. н. е., які збереглись поблизу Старих Санжар в урочищі Городок.
Очевидно осіле життя на території поселення на деякий час зникало. Поновлення колонізації поселення відбулось на початку XVII ст. і пов’язується з польським шляхтичем Казаковським (можливо Казановським).
Перша літописна згадка про Старі Санжари як сотенне містечко датована 1659 роком.
За доби Гетьманщини Старі Санжари мали статус сотенного містечка Полтавського козацького полку. Мало свою символіку — печатку з зображенням козацької порохівниці під короною. Пролягало на торговельному шляху з Криму до Москви. Позначене на «Генеральній карті України» Боплана. 1574-го ці землі були надані та закріплені за козаком Омеляном Івановичем. Його онуки у 1636-му продали маєтність Немиричу. Згідно ревізії 1735 року в реєстр сотні занесено 274 козацькі двори, 1762 зафіксовано 3515 мешканці.
За даними на 1859 рік у власницькому та козачому містечку Полтавського повіту Полтавської губернії, мешкало 4636 осіб (2211 чоловічої статі та 2425 — жіночої), налічувалось 693 дворових господарства, існували 6 православних церквов, козаче приходське училище, завод та сільська управа, відбувалось 3 ярмарки на рік.
У 1862 році Старі Санжари відвідав Кониський О. Я. — відомий український громадський діяч, перекладач, письменник. Після чого  в часописі "Основа" під псевдонімом Переходовець Олександр з'явилася його стаття про село під назвою "Зъ Старихъ Санжаръ (Полтавського повіту)", де розповідається про історію населеного пункту та тогочасне життя села: "У старих ділах Полтавського Губернського Правління мині траплялось находити сліди, що в 1751 року Старі-Санжари звались городомъ; об тімъ, коли і черезъ що їхъ перейменовано зъ города на містечко - народъ незвістенъ, и відомости не знаходивъ. И теперъ народъ ділить Старі-Санжари на три главнихъ кути: городъ, кріпость і поділъ....У кріпості колись була церква св. Миколи...Не далеко від кріпості - волость и школа....Кутокъ, що зветься городомъ, заселений густо, більше торговими людьми...".
Станом на 1900 рік село було центром Старосенжарівської волості. Під час голодомору 1932—1933 років загинуло принаймні 136 мешканці села.
12 червня 2020 року, відповідно до розпорядження Кабінету Міністрів України № 721-р «Про визначення адміністративних центрів та затвердження територій територіальних громад Полтавської області», село увійшло до складу Новосанжарської селищної громади.
19 липня 2020 року, в результаті адміністративно - територіальної реформи та ліквідації Новосанжарського району, село увійшло до складу новоутвореного Полтавського району Полтавської області.

## Зміна назви
1946—1992 — назву змінено на Решетники. 20 квітня 1992 Верховна Рада України відновила історичне найменування — Старі Санжари.

## Відомі люди що народилися у Старих Санжарах
- Янко Олександр Петрович (1879—1938) — громадський і політичний діяч, журналіст.
- Булдовський Олександр (1887—1938) — педагог, учений природознавець.
- Липа Юрій Іванович (1900—1944) — громадський діяч, письменник, поет, публіцист, лікар, автор української геополітичної концепції, один з визначних ідеологів українського націоналізму.
- Лопань Іван Павлович (1919—1996) — український військовий диригент, педагог; заслужений діяч мистецтв УРСР.
- Мешко Оксана Яківна (1905—1991) — правозахисниця.
- Мешко Катерина Яківна (1910—1976) — діячка ОУН, член УГВР.
- Мелетій (Леонтович) (1784—1840) — релігійний діяч, педагог.
- Середа Микола Миколайович (1890—1948) — оперний співак, ліричний тенор.

## Також
- Перелік населених пунктів, що постраждали від Голодомору 1932—1933 (Полтавська область)